# Якубица, Миклауш
Ми́клауш Я́кубица, другой вариант имени — Миклавуш, латинский вариант — Николаус Якубики (н.-луж. Mikławš (Mikławuš) Jakubica, лат. Nicolaus Jacubiky; дата рождения неизвестна, Нижняя Лужица — 1563 год, Липинки-Лужицке) — нижнелужицкий писатель и переводчик. Автор первого нижнелужицкого перевода Нового Завета, который считается одним из первых языковых памятников нижнелужицкого языка и одним из первых переводов с немецкого языка Священного Писания Мартина Лютера. Печатный перевод объёмом более 650 страниц был издан в 1548 году.
Сведений о Маклауше Якубице мало. Предполагается, что он был лютеранским священнослужителем из окрестностей селения Зорау, поскольку его перевод сделан на восточном диалекте нижнелужицкого языка с чертами верхнелужицкого, польского и чешского языков.
Его имя связывают с несколькими персоналиями.
Первый вариант соотносит его с лютеранским священнослужителем Николаем Якоби (Nikolaus Jakobi) из Линдероде (сегодня — село Липинки-Лужицке Жарского повята), который предположительно служил в этом селении с 1553 по 1556 года.
Второе предположение связывает его имя с упомянутым в 1540 году лютеранским проповедником Якобом (Jakob) из селения Линдероде.
Третий вариант связывает его имя с Николаусом Кубиком (немецкий вариант — Кубике, Кубке (Nicolaus Kubike; Kubke)), который упомянут в 1524 году как лютеранский проповедник из селения Лаубниц (сегодня — польское село Любанице Жарского повята). Был монахом августинского монастыря, аббат которого Пауль Лемберг в 1520-х годах перешёл в лютеранство. Этому монастырю принадлежали селения Линдероде и Лаубниц. Николаус Кубик служил в селении Любанице до 1525 года. Считается, что он в последующие годы участвовал в реформаторском движении на границах Нижней Лужицы и Силезии.
Сочинение
Delnjoserbski testament Mikławša Jakubicy, 1548